# Reclinghem
Reclinghem è un comune francese di 233 abitanti situato nel dipartimento del Passo di Calais nella regione dell'Alta Francia.

## Storia

### Simboli
Il comune di Reclinghem ha ripreso, modificandolo, lo stemma della famiglia De Thiennes, signori del luogo nel XVIII secolo (d'oro, alla bordura d'azzurro, allo scudetto d'argento in abisso, bordato pure d'azzurro, caricato di un leone di rosso). Per differenziarlo è stato tolto il leone.

## Storia

### Simboli
Il comune di Reclinghem ha ripreso, modificandolo, lo stemma della famiglia De Thiennes, signori del luogo nel XVIII secolo (d'oro, alla bordura d'azzurro, allo scudetto d'argento in abisso, bordato pure d'azzurro, caricato di un leone di rosso). Per differenziarlo è stato tolto il leone.

## Società

### Evoluzione demografica
Abitanti censiti